# Parlementaire enquête naar de toestand in fabrieken en werkplaatsen

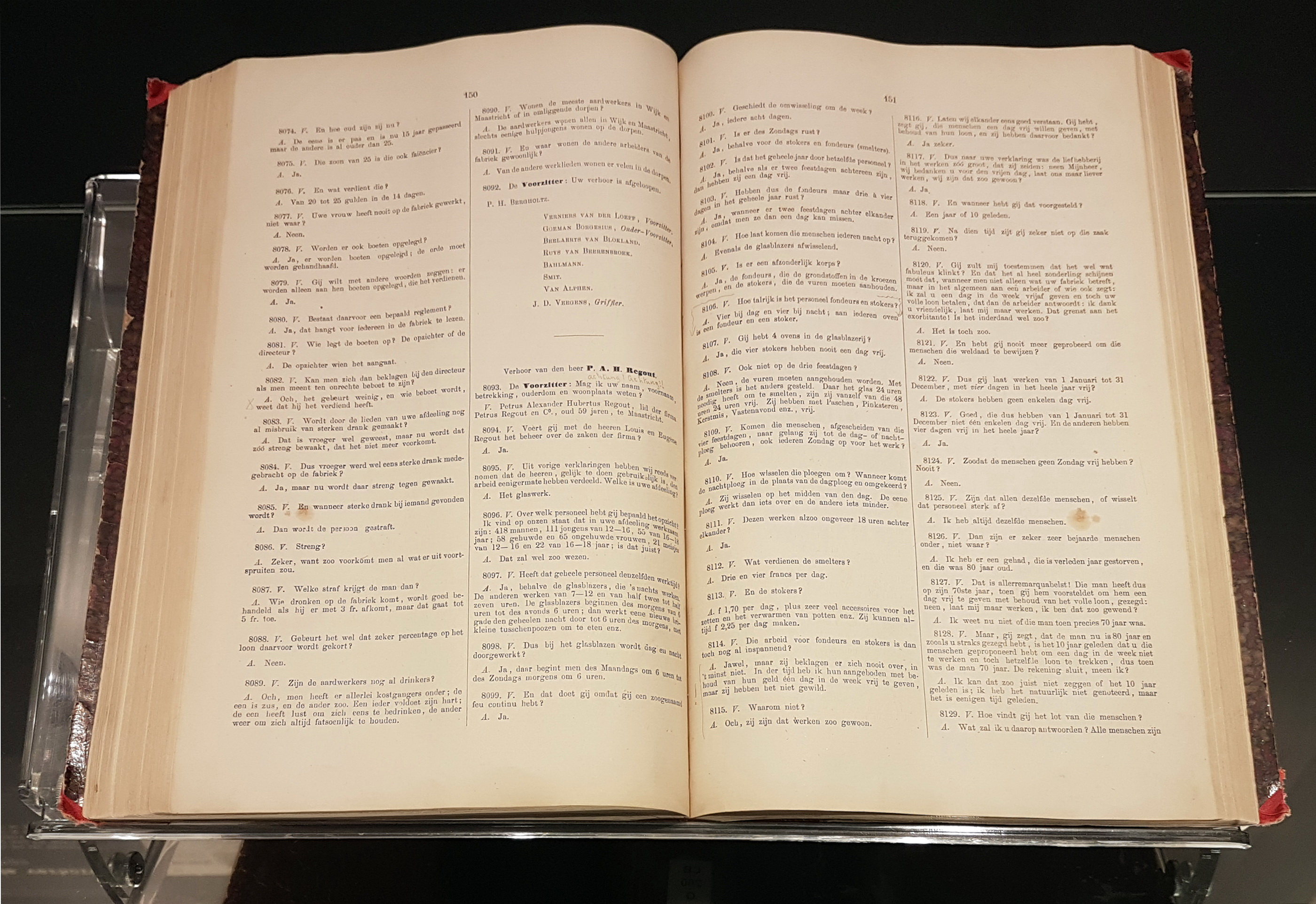
Verhoor van een arbeider en werkgever in de fabrieken van Regout, 1887

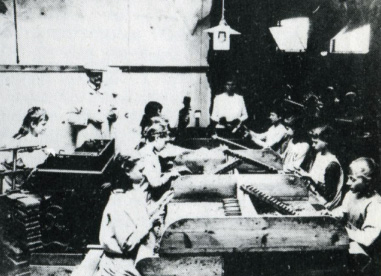
Sigarenfabriek in Tilburg, ca. 1890

De parlementaire enquête naar de toestand in fabrieken en werkplaatsen was een Nederlandse parlementaire enquête die werd uitgevoerd in de jaren 1886-1887.
Nadat een wetsvoorstel om overmatige arbeid en verwaarlozing van kinderen te voorkomen door de regering was ingetrokken, namen Hendrik Goeman Borgesius en tien andere Tweede Kamerleden het initiatief voor een parlementaire enquête naar de toestand in fabrieken en werkplaatsen. Deze 'Arbeidsenquête' kon wegens ontbinding van de Kamer niet voltooid worden, maar door de verhoren werden wel vele misstanden aan het licht gebracht. De enquête gaf mede de aanzet tot de Arbeidswet 1889.
Vragen waren:
- Hoe werkten de wetten van 19 september 1874 (het kinderwetje van Van Houten) ook in verband met art. 82 van de Wet tot regeling van het Lager Onderwijs van 17 augustus 1878 ("De gemeenteraad kan, voor zooveel dit niet bij de wet is geschied, verbodsbepalingen omtrent het arbeiden van kinderen beneden de twaalf jaren vaststellen.");
- In hoeverre geven bestaande toestanden aanleiding tot aanvulling en uitbreiding van de wet;
- Hoe is de toestand van fabrieken en werkplaatsen hier te lande, met het oog op veiligheid, gezondheid en het welzijn der werklieden;
- In hoeverre worden overheidsmaatregelen ter verbetering geëist?

Voorzitter van de negen leden tellende enquêtecommissie was de liberaal Verniers van der Loeff. In de commissie zaten naast Goeman Borgesius onder meer de meubelmaker Heldt, de Rotterdamse katholieke ondernemer Bahlmann en Ruijs de Beerenbrouck, die in 1890 de Arbeidswet tot stand zou brengen.
Onder meer uit de verhoren van arbeiders van de tegelfabriek van Louis Regout in Maastricht bleek dat er allerlei wantoestanden bestonden in fabrieken, zoals kinderarbeid, lange werktijden en slechte arbeidsomstandigheden.
Het werk van de enquêtecommissie werd later voortgezet door een Staatscommissie. De Arbeidswet van 1890 beperkte kinder- en vrouwenarbeid en stelde de Arbeidsinspectie in, die naleving van de wet kon controleren. In 1895 volgde onder meer de Veiligheidswet, die bepalingen bevatte over de veiligheid in fabrieken.

## Leden
- Herman Cornelis Verniers van der Loeff (liberaal)
- Jan van Alphen (ARP)
- Bernardus Marie Bahlmann (RK)
- Gerard Jacob Theodoor Beelaerts van Blokland (ARP)
- Hendrik Goeman Borgesius (liberaal)
- Bernardus Hermanus Heldt (liberaal)
- Gustave Louis Marie Hubert Ruijs van Beerenbroek (RK)
- Hendrik Jan Smidt (liberaal)
- Philippe Willem van der Sleyden (liberaal)